# Integrale Nichtlinearität
Integrale Nichtlinearität, kurz INL, ist ein Kennwert von Analog-Digital-Umsetzer (ADC) oder Digital-Analog-Umsetzer (DAC).
Die integrale Nichtlinearität beschreibt die Abweichung der Übertragungsfunktion des Umsetzers von einer idealen geraden Linie. Diese Gerade kann entweder durch
- möglichst ideale Approximation der Ausgangskennlinie mit einer Gerade, deren genauer Verlauf in der Regel undefiniert ist

oder
- Verbindung des höchsten und niedrigsten Datenpunktes

gebildet werden. Offset- wie Steigungsfehler sollten vor Berechnung der INL bereits herausgerechnet werden.
Die integrale Nichtlinearität gibt die Abweichung des Ausgangswerts vom idealen Ausgangswert an und wird in LSBs angegeben. Sie entspricht der Differenz von idealem Ausgangswert und tatsächlichem Ausgangswert und lässt sich für einen Analog-Digital-Umsetzer berechnen durch
{\displaystyle \mathrm {INL(D)} =\left({\frac {V\left[D\right]-V\left[0\right]}{V_{LSB,ideal}}}-D\right)}
mit {\displaystyle D} dem digitalen Ausgangswert zur Eingangsspannung {\displaystyle V\left[D\right]}, {\displaystyle V\left[0\right]} der Eingangsspannung für den digitalen Ausgangswert 0 und {\displaystyle V_{LSB,ideal}} der Spannung die eine Änderung eines LSB im Ausgangssignal zur Folge hat (idealisiert). Für Digital-Analog-Umsetzer kann die Betrachtung identisch unter Verwendung der Ausgangsspannungen erfolgen und hierüber die INL berechnet werden.
Da jegliche Nichtlinearität in der Messung eine Verzerrung verursacht, beeinflusst die integrale Nichtlinearität auch die dynamische Leistungsfähigkeit eines ADC bzw. DAC.